# Горники (Ровненская область)
Горники (укр. Гірники) — село в Семидубской сельской общине Дубенского района Ровненской области Украины.
Население по переписи 2001 года составляло 258 человек. Почтовый индекс — 35652. Телефонный код — 3656. Код КОАТУУ — 5621681601.